# أشكال اللزيقيات
أشكال اللزيقيات (الاسم العلمي: Neritimorpha)، هي مجموعة تصنيفية، فرع حيوي من الحلازين، الرخويات بطنيات القدم. تضم هذه المجموعة الحلازين الأرضية، والحلازين البحرية، وبعض حلازين المياه العميقة، وكذلك حلازين المياه العذبة.